# Heteropoda truncus
Heteropoda truncus là một loài nhện trong họ Sparassidae.
Loài này thuộc chi Heteropoda. Heteropoda truncus được Henry Christopher McCooki miêu tả năm 1878.